# Säntis (Schiff, 1892)
Die Säntis war ein Seitenraddampfer, der ab 1892 als Passagierschiff auf dem Bodensee fuhr. Das Schiff wurde 1933 nach 41 Betriebsjahren ausgemustert und vor Romanshorn im See versenkt. Benannt war es nach dem Berg Säntis. An der Schaufelradverkleidung (Bande) des Schiffes wurde der Name Saentis geschrieben.
Das Wrack liegt in 210 m Tiefe am Grund des Sees. Ein Schiffsbergeverein plante, das Schiff zu heben. Zwei Bergungsversuche 2024 scheiterten.

## Geschichte

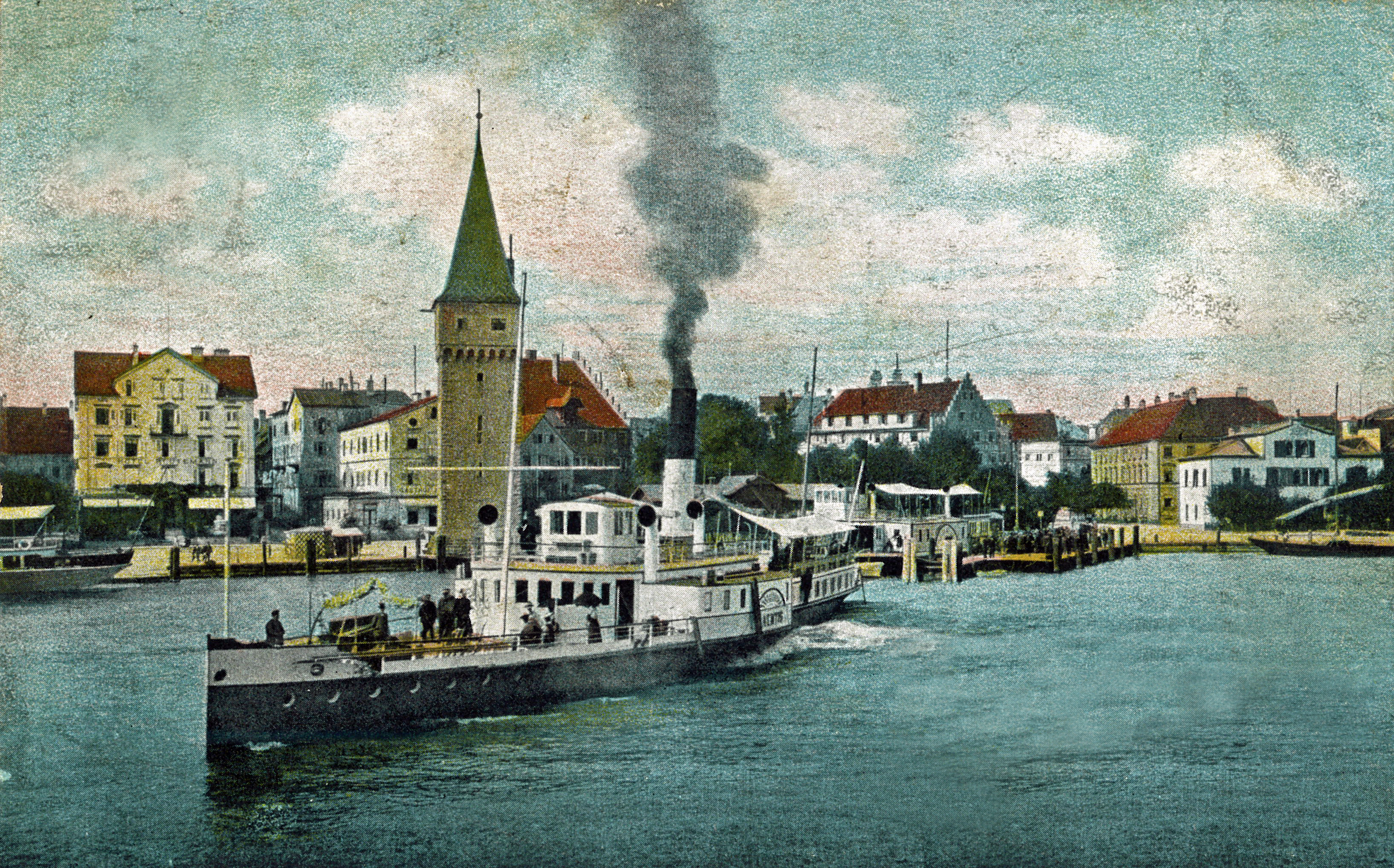
Die Säntis bei einer Ausfahrt in Lindau

Das Schiff wurde 1892 als zweiter Halbsalondampfer der Schweizerischen Nordostbahn in Dienst gestellt und hatte wie die ähnliche Helvetia einen geschwungenen Klipperbug. In den Jahren 1897 und 1898 wurden mehrere Umbauten am Schiff vorgenommen, dabei erhielt es unter anderem einen senkrechten Bug. Mit der Verstaatlichung der Nordostbahn kam die Säntis 1902 in den Besitz der Schweizerischen Bundesbahnen. 1905 wurden zwei neue Flammrohrkessel für den Heissdampfbetrieb eingebaut sowie eine grössere Rotonde auf dem Vorschiff, ein neues Steuerhaus, ein zusätzliches Windhutzenpaar und ein Grossmast. 1920 wurde das Schiff als erstes Dampfschiff auf dem Bodensee von Kohlen- auf Ölfeuerung umgestellt. Hierdurch konnte die Besatzung um einen Mann verringert werden. Am 16. Januar 1908 kollidierte die Säntis im dichten Nebel mit der Hafenmauer von Rorschach.
Nach 41 Betriebsjahren wurde das Schiff 1933 wegen eines Defekts des Dampfkessels ausgemustert. Da die geringen Preise für Schrott in keinem Verhältnis zu den Abbruchkosten standen, wurde es am 2. Mai 1933 im Bodensee versenkt:
„Langsam verschwand vorerst der Bug des 50 Meter langen Schiffskörpers in den Wellen, bis schließlich das Heck mit der Flagge sich senkrecht hob und in der Tiefe verschwand.“ Um dem Untergang eine besondere Dramatik zu verleihen, wurden die Bodenventile geöffnet und im Schornstein eine Rauchpatrone gezündet.

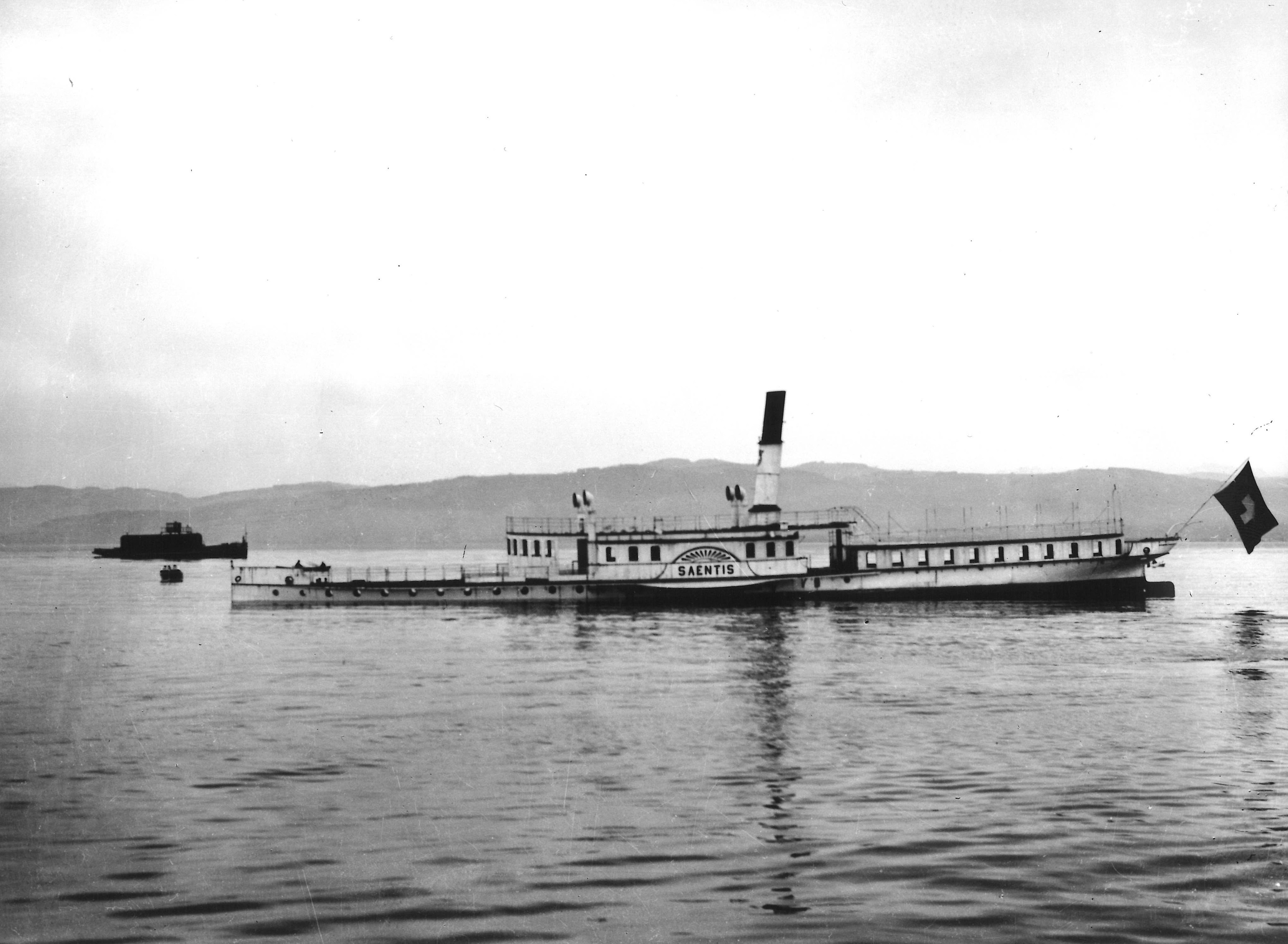
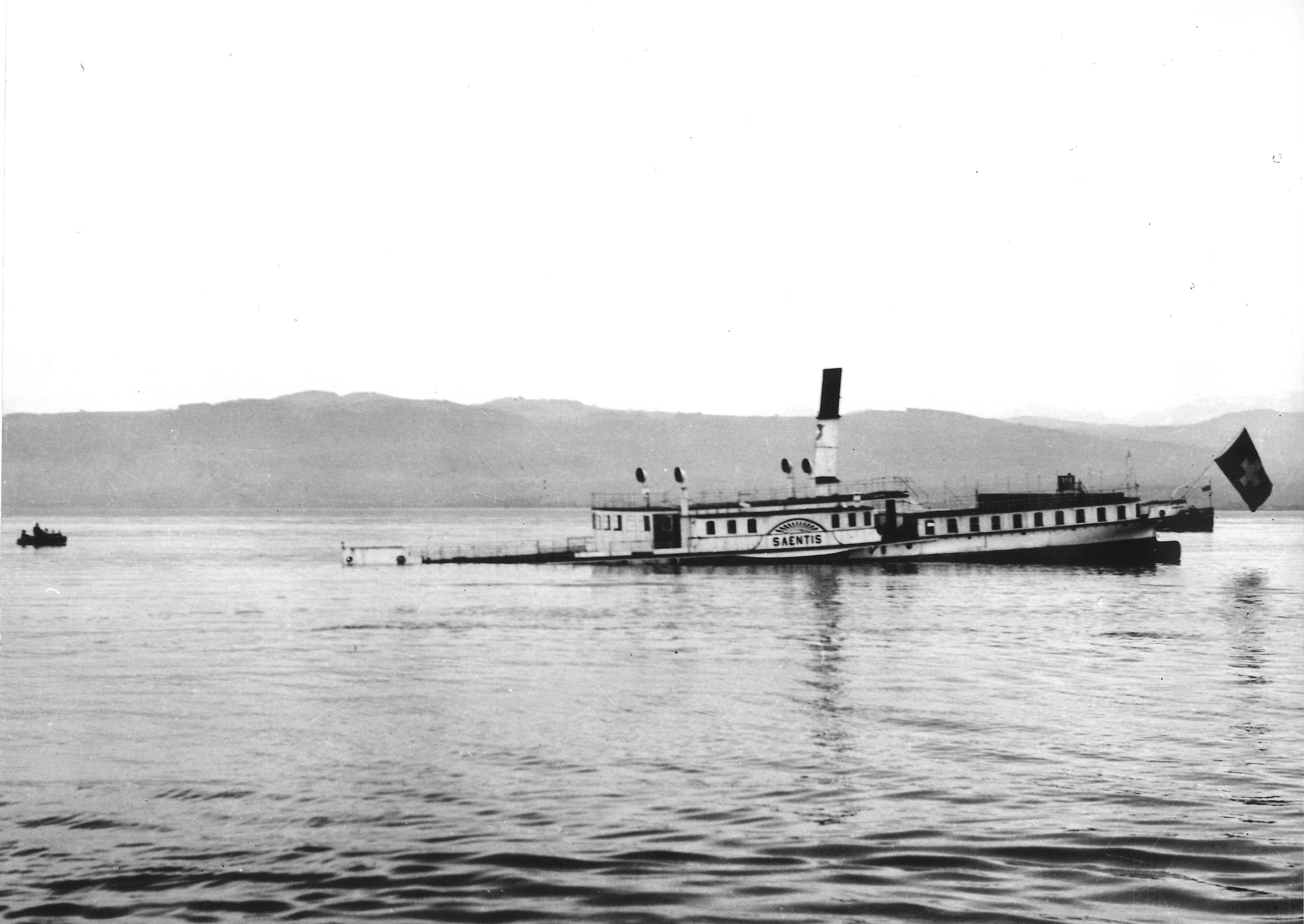
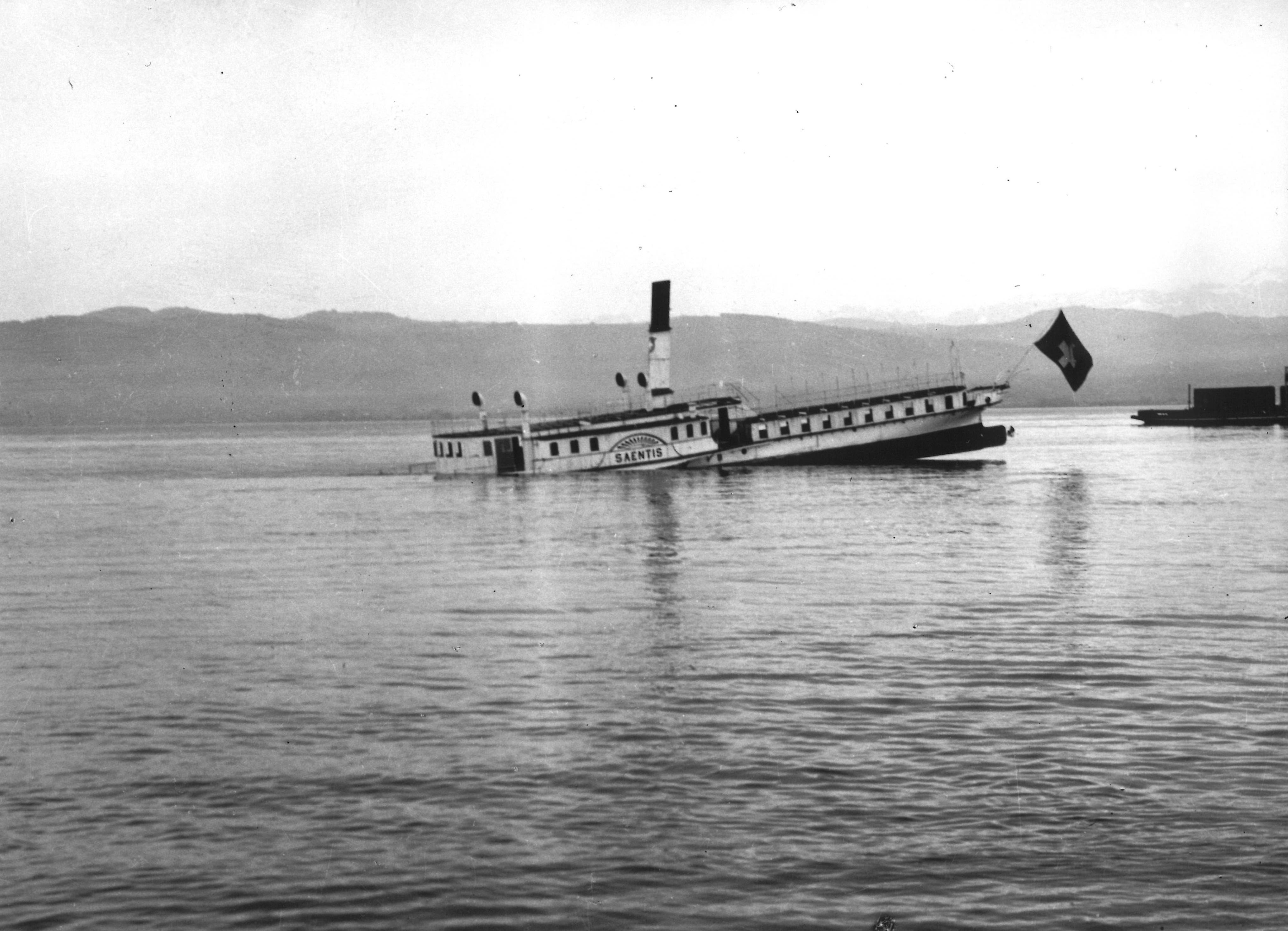
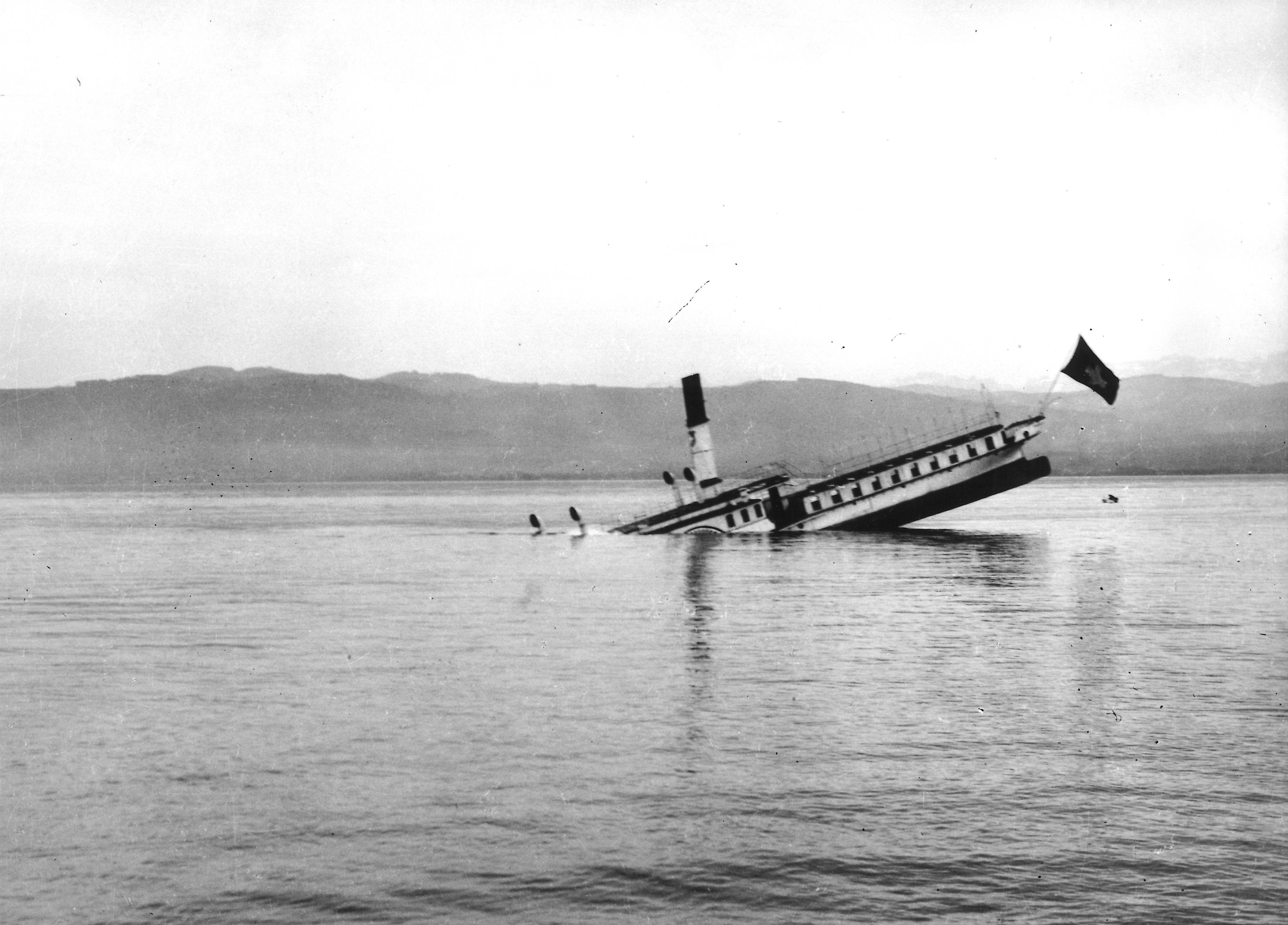
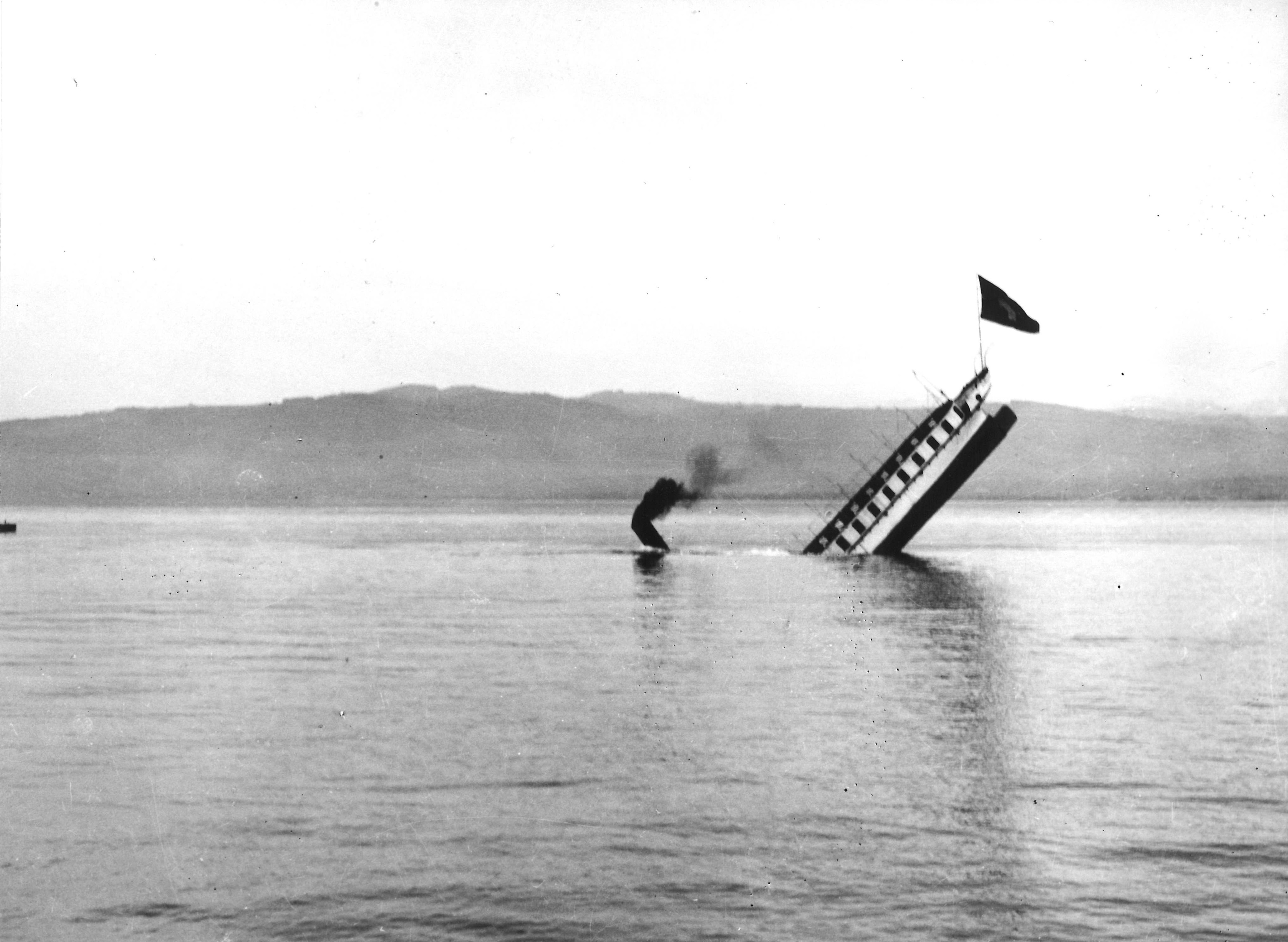

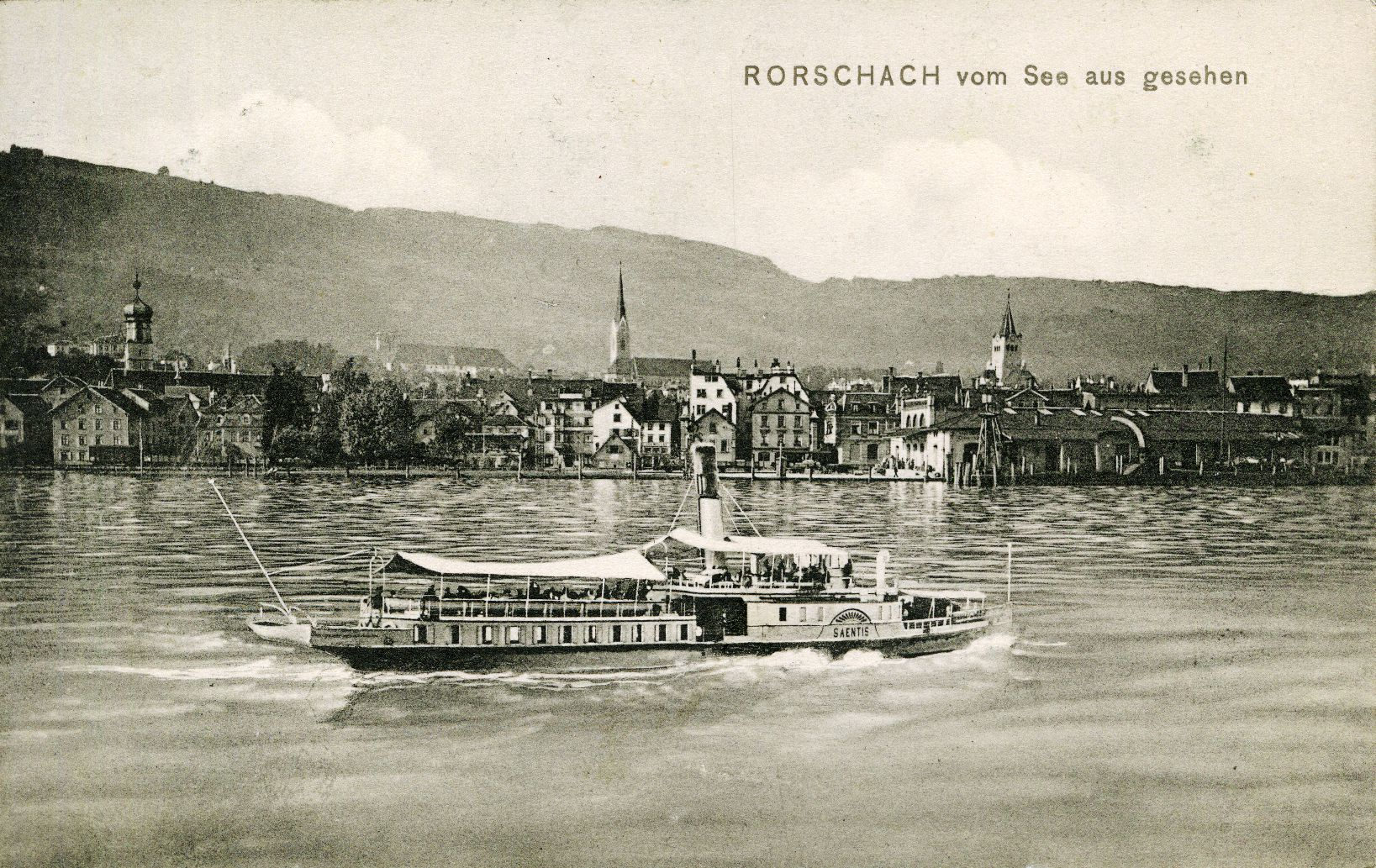
Die Säntis um 1910 vor Rorschach

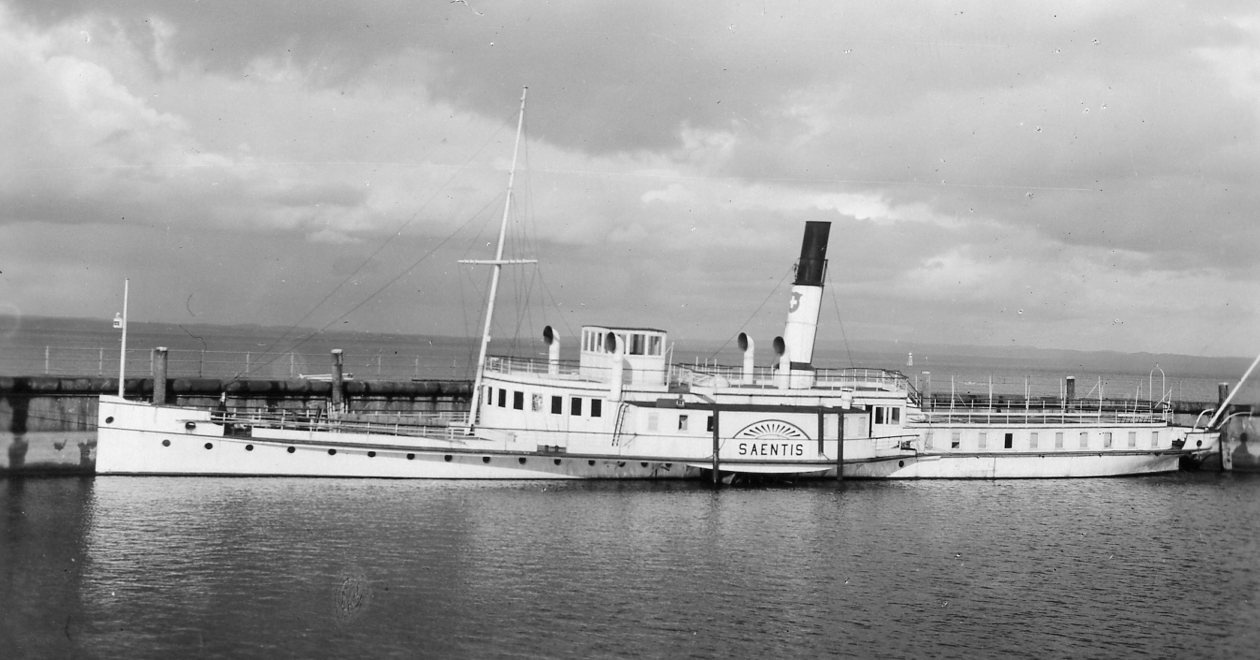
SD Säntis um 1930 im Romanshorner Werfthafen

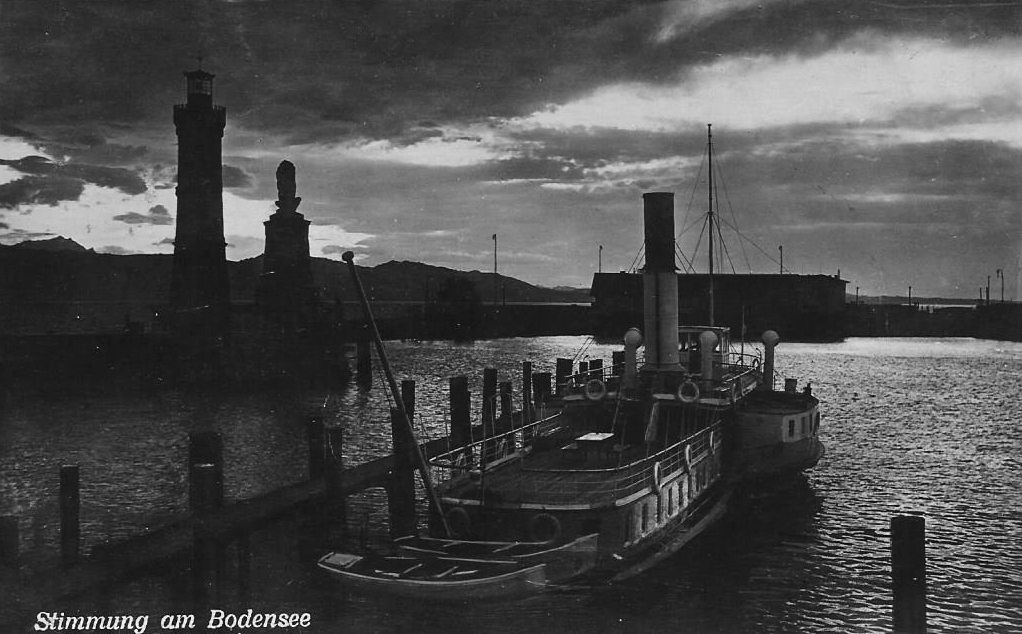
SD Säntis am Reserveplatz im Lindauer Hafen

Die Nachfolgerin der Säntis war die 1933 gebaute Zürich. Dieses Schiff wird immer noch regelmässig im Kursbetrieb Romanshorn–Lindau eingesetzt (Stand 2023).

## Misslungene Hebungen
Nachdem die frühere Eignerin, die Schweizerischen Bundesbahnen, 1943 die Hebung der versenkten Säntis geprüft hatte, geriet das Wrack in Vergessenheit. Im Herbst 2013 wurde es bei Vermessungsarbeiten in 210 Meter Tiefe im See wiederentdeckt. Das Wrack ist wegen der Dunkelheit und der Sauerstoffarmut gut erhalten geblieben.
Am 21. April 2023 kaufte der «Schiffsbergeverein Romanshorn», unter Leitung von Silvan Paganini, das Wrack für einen symbolischen Kaufpreis von einem Schweizer Franken von der Schweizerischen Bodensee-Schifffahrt.
Ziel war, es zu bergen und der Öffentlichkeit zugänglich zu machen. Es wurden zwei Methoden vorgeschlagen: die günstigere, aber riskantere Bergung mit Hebesäcken und die bessere, jedoch viel teurere Bergung mit Litzenhebern mithilfe des Fährschiffs Euregia. Zwischenzeitlich war die Hebung mittels Luftsäcken geplant; die Kosten wurden auf ca. 204'000 Franken veranschlagt.
Das Schiff sollte von einer schwimmenden Plattform aus gehoben und in etwa zwölf Metern Tiefe näher am Ufer gelagert werden und ein Jahr später dann vollständig geborgen werden.
Bei der Vorbereitung der Bergung wurden Leinen um das Wrack entfernt. Sie stammten aus dem Jahr 1957, als das Swissair-DC-3-Flugzeug HB-IRK bei einem Trainingsflug in der Nähe wegen eines Strömungsabrisses abstürzte und neun Besatzungsmitglieder starben. Auf der Suche nach dem Flugzeugwrack wurden damals zwischen zwei Schiffen gespannte Grundleinen über den Grund gezogen, dabei wurden viele Leinen um die Säntis gelegt.
Am 6. Juli 2023 wurde der Kamin vom Schiffsbergeverein gehoben und nach Romanshorn übergeführt. Die Finanzierung der Bergung wurde mit einer Crowdfunding-Kampagne im August 2023 erreicht.
Der Kanton Thurgau erachtete die Hebung der Säntis kulturell als wenig zielführend und lehnte eine finanzielle Förderung aus dem Lotteriefonds ab.
Die Bergung war vorerst für März 2024, dann für den 17. April 2024 geplant, musste jedoch abgesagt werden, weil bei den Vorbereitungen ein Stahlseil riss und ein Tauchroboter ausfiel.
Ein zweiter Versuch scheiterte am 26. Mai, da wegen einer defekten Bremse die Bergeplattform unkontrolliert neben dem Schiff aufschlug, sich in den Seegrund bohrte und teilweise auf das Wrack kippte. Das Wrack der Säntis ist nahezu unbeschädigt geblieben.
Danach waren zunächst keine weiteren Bergungsversuche geplant. Am 8. Juni 2024 gab der Schiffsbergeverein bekannt, dass ein dritter Bergungsversuch unternommen werden soll. Dazu bedarf es erheblich größerer Mittel als bisher, weshalb erneut ein Crowdfunding unternommen wird. Bei Erreichen der Finanzierungsschwelle soll ein erneuter Versuch der Bergung unternommen werden.

## Schutz des Wracks
2020 ratifizierte die Schweiz das Übereinkommen über den Schutz des Unterwasser-Kulturerbes. Dabei werden alle Spuren menschlicher Existenz, die über 100 Jahre ununterbrochen unter Wasser liegen, unter Schutz gestellt und dürfen nicht kommerziell ausgebeutet werden. Somit bleibt noch bis 2033 Zeit, das Dampfschiff zu bergen.